# Luxemburgo na Universíada de Verão de 2021
O Luxemburgo participou da Universíada de Verão de 2021, que aconteceu em Chengdu, na China, entre 28 de julho e 8 de agosto de 2023.
Foram três atletas todas femininas em uma única modalidade olímpica.

## Competidores
Estas foram as modalidades e atletas que disputaram a edição:
| Esporte   | Masculino | Feminino | Total |
| --------- | --------- | -------- | ----- |
| Atletismo | 0         | 3        | 3     |
| Total     | 0         | 3        | 3     |

## Medalhas

### Medalhistas
Estas foram as medalhistas desta edição:
| Medalha | Esporte   | Atleta                 | Prova             |
| ------- | --------- | ---------------------- | ----------------- |
| Ouro    | Atletismo | Patrizia van der Weken | Feminino – 100m   |
| Prata   | Atletismo | Vera Hoffman           | Feminino – 1 500m |

### Por modalidade
Estas foram as medalhas por modalidade nesta edição:
| Esporte   | Medalha de ouro | Medalha de prata | Medalha de bronze | Total de medalhas |
| --------- | --------------- | ---------------- | ----------------- | ----------------- |
| Atletismo | 1               | 1                | 0                 | 2                 |
| Total     | 1               | 1                | 0                 | 2                 |

## Desempenho

### Atletismo
Feminino
Provas de pista
| Atleta                 | Evento             | Primeira fase | Primeira fase | Quartas de final | Quartas de final | Semifinal   | Semifinal   | Final       | Final            | Ref.                    |
| Atleta                 | Evento             | Resultado     | Pos.          | Resultado        | Pos.             | Resultado   | Pos.        | Resultado   | Pos.             | Ref.                    |
| ---------------------- | ------------------ | ------------- | ------------- | ---------------- | ---------------- | ----------- | ----------- | ----------- | ---------------- | ----------------------- |
| Patrizia van der Weken | 100m               | 11.45         | 1 Q           | —                | —                | 11.24       | 1 Q         | 11.22       | Medalha de ouro  | [ 3 ] [ 4 ] [ 5 ] [ 6 ] |
| Victoria Rausch        | 100m com barreiras | 13.52         | 4             | —                | —                | Não avançou | Não avançou | Não avançou | Não avançou      | [ 7 ]                   |
| Vera Hoffman           | 1 500m             | 4:27.2        | 2 Q           | —                | —                | —           | —           | 4:16.4      | Medalha de prata | [ 8 ] [ 9 ] [ 10 ]      |

Legenda
| Recorde mundial      | Recorde mundial (World record)               |                       | Recorde africano                      | Recorde africano (African) |                                           | Q | Classificado por posição (Qualified) |
| Recorde olímpico     | Recorde olímpico (Olympic record)            | Recorde da América    | Recorde da América (Americas)         | q                          | Classificado por melhor tempo (Qualified) |   |                                      |
| Melhor marca do ano  | Melhor marca do ano (World leading)          | Recorde asiático      | Recorde asiático (Asian)              | DNS                        | Não largou (Did not start)                |   |                                      |
| Recorde nacional     | Recorde nacional (National record)           | Recorde europeu       | Recorde europeu (European)            | DNF                        | Não terminou (Did not finish)             |   |                                      |
| Recorde pessoal      | Recorde pessoal do atleta (Personal best)    | Recorde da Oceania    | Recorde da Oceania (Oceania)          | DSQ / DQ                   | Desclassificado (Disqualified)            |   |                                      |
| Recorde da temporada | Recorde da temporada do atleta (Season best) | Recorde sul-americano | Recorde sul-americano (South America) | NM                         | Sem marca (No mark)                       |   |                                      |